# Čemba
Čemba (njemački: Schandorf, mađarski: Csém) je općina u Gradišću.
Ima 227 stanovnika. Gradonačelnik je Josef Csencsics (SPÖ). Ovdje je umro Ivan Iletić hrvatski pisac.

## Povijest
Najstariji zapisi o selu su iz 1244.  U prvoj polovici 16. stoljeća kraj su opustošili napadi osmanskih snaga zbog čega je sela ostala bez stanovnika. Ugarski magnat Franjo Batthyány doveo je u Čembu i ostala sela Hrvate iz Hrvatske i tako obnovio populaciju. Stoljećima je selo bilo otok hrvatskog jezika i kulture, a u okruženju govornika mađarskog i njemačkog. Narječje ovog sela postupno je evoluiralo. Bogato je posuđenica iz mađarskog. Zbog rastućeg broja nacionalno miješanih brakova, iseljavanja i kozmopolitanskog utjecaja njemačkog, narječje je danas ugroženo.
Stoljećima je selo bilo dijelom Kraljevine Ugarske. Nakon Prvog svjetskog rata i raspadom Austro-Ugarske, podjela zemlje dovela je da nove nacionalne države Austrija i Mađarska zapadnu u previranja. Raspravljalo se o Češkom koridoru koji je imao proći ovuda. Situacija se rješavala plebiscitom. Granica je na kraju uspostavljena 1921. godine. Nesreća po Čembu i okolna hrvatska sela bila je što ih je granica razdvojila, a Čemba je ostala na austrijskoj strani.   Odvajanje se zaoštrilo poslije Drugog svjetskog rata, kad je granica postala Željezna zavjesa i zaustavila skoro svako prekogranično kretanje. Ovo je osobito pogodilo čembanski džep, čije zadnje kuće nalaze se tek nekih 400 metara od mađarske granice.

## Kultura
U Čembi djeluje tamburaški orkestar, odraz hrvatske narodne baštine. Orkestar često održava svirke u selu i izvan.

## Poznati
- Štefan Horvath, svećenik, hrvatski nabožni pisac, novinar i povjesničar
- Koloman Tomšić, austrijski državni službenik i političar
- Edith Mühlgaszner (r. Edith Benčić), austrijska političarka i školska inspektorica